# Suchyj Chutir
Suchyj Chutir (ukr. Сухий Хутір) – wieś na Ukrainie, w obwodzie dniepropetrowskim, w rejonie kamjańskim, w hromadzie Krynyczky. W 2001 liczyła 235 mieszkańców.